# Mersin İdman Yurdu
Mersin İdman Yurdu SK – turecki klub sportowy z siedzibą w Mersin. Najbardziej znaną sekcją klubu jest sekcja piłkarska.

## Historia
Mersin İdman Yurdu Spor Kulubü został założony w 16 sierpnia 1925 w Mersin. W latach 1926–1960 klub uczestniczył w miejscowej lidze - Çukurova Ligi, pięciokrotnie ją wygrywając. W latach 1963–1967 Mersin występował w 2. Lig. W 1967 Mersin awansował do 1. Lig i występował w niej przez kolejne siedem lat. Mersin powrócił jeszcze do tureckiej ekstraklasy trzykrotnie w latach 1976–1982. W 1983 roku klub osiągnął największy sukces w swojej historii awansując do  finału Pucharu Turcji, gdzie uległ Fenerbahçe SK. Dzięki temu Mersin wystąpił w Pucharze Zdobywców Pucharów, gdzie w I rundzie uległ bułgarskiemu Spartakowi Warna. Później klub w latach 1983–2001, 2002–06 i 2009–11 występował na zapleczu ekstraklasy. Od 2011 roku Mersin po 28-letniej przerwie powrócił do Süper Lig, jednak dwa sezony później spadł z tureckiej ekstraklasy. Sezon później powrócił do niej, wygrywając mecze play-off w TFF 1. Lig. Sezon 2014/2015 Mersin zakończył na 7. miejscu. Sezon 2015/2016 zespół zakończył na ostatniej pozycji, w następnym sezonie w niższej lidze również zajęli ostatnie miejsce, przez co klub spadł do TFF 2. Lig. W sezonie 2017/2018 po 20 meczach zajmowali ostatnie miejsce w tabeli, z 3 punktami, tylko jednym zwycięstwem i 19 porażkami, z różnicą bramek -63.

## Sukcesy
- Pucharu Turcji
  - finał (1): 1983

## Europejskie puchary
Legenda do wszystkich tabel:
- Q – runda eliminacyjna, 1/16, 1/8, 1/4, 1/2 – odpowiednia faza rozgrywek, Grupa – runda grupowa, 1r gr – pierwsza runda grupowa, 2r gr – druga runda grupowa, F – finał, R – runda, PO – play-off
- k. – rzuty karne, los. – losowanie, Dogr. – dogrywka, w. – zasada bramek strzelonych na wyjeździe

| Sezon   | Rozgrywki                 | Runda | Klub          | Dom | Wyjazd | Ogólnie |
| ------- | ------------------------- | ----- | ------------- | --- | ------ | ------- |
| 1983/84 | Puchar Zdobywców Pucharów | 1R    | Spartak Warna | 0–0 | 0–1    | 0–1     |

## Sezony
- 11 sezonów w Süper Lig: 1967-74, 1976–78, 1980-1981, 1982-1983, 2011-2016
- 33 sezony w 1. Lig: 1963-67, 1976–78, 1981–82, 1983-2001, 2002–06, 2009–11,2016-2017
- 4 sezony w 2. Lig: 2001-02, 2006–09,2017-2018
- 3 sezony w 3. Lig: 2001-2002, 2006–2008

## Sezony wSüper Lig
| Sezon   | Uzyskane Miejsce |
| ------- | ---------------- |
| 1967-68 | 10               |
| 1968-69 | 6                |
| 1969-70 | 4                |
| 1970-71 | 11               |
| 1971-72 | 7                |
| 1972-73 | 11               |
| 1973-74 | 15 (spadek)      |
| 1976-77 | 7                |
| 1977-78 | 16 (spadek)      |
| 1980-81 | 15 (spadek)      |
| 1982-83 | 15 (spadek)      |
| 2011-12 | 13               |
| 2012-13 | 18 (spadek)      |
| 2014-15 | 7                |
| 2015-16 | 18 (spadek)      |